# جيرارد تراسي
جيرارد تراسي (بالإنجليزية: Gerard Tracey)‏ هو أمين الأرشيف بريطاني، ولد في 9 مارس 1954، وتوفي في 20 يناير 2003.